# دهستان گایریگاون
دهستان گایریگاون (به لاتین: Gairigaun Gewog) یک دهستان در کشور بوتان است که در ناحیهٔ تسیرنگ واقع شده‌است.